# Omyl
Omyl neboli mýlka, řidčeji knižně zmýlená, případně nedopatření či cizím slovem renonc[zdroj⁠?!], je chybné neúmyslné či nechtěné lidské jednání vzniklé obvykle z únavy, nepozornosti, roztržitosti, nesoustředěnosti, onemocnění, chybnou úvahou nebo z podobné příčiny. Jako takové se může vyskytovat ve všech oborech lidské činnosti a stává se občas každému člověku - nikdo není stále zcela dokonalý a tudíž ani neomylný. Omyl může být naprosto neškodný respektive může mít zcela neutrální následky, závažný omyl pak může způsobit havárii či lidskou tragédii.

## Etiketa
Pokud dojde k omylu (vždy neúmyslný čin), je považováno za vhodné se neprodleně ústně či písemně omluvit všem dotčeným lidem, v případě hmotné škody pak i zaplatit přiměřené odškodné nebo se jinak vhodně revanšovat, například poskytnout poškozenému protislužbu.